# أليكس لاسي
أليكس لاسي (بالإنجليزية: Alex Lacey) (31 مايو 1993 بميلتون كينز في المملكة المتحدة - ) هو لاعب كرة قدم بريطاني في مركز الدفاع. لعب مع إيستبورن بوروه ونادي لوتون تاون ويوفل تاون وEastleigh F.C. ‏ ونادي كامبريدج ستي وThurrock F.C. ‏.

## وصلات خارجية
- أليكس لاسي على موقع قاعدة بيانات كرة القدم.إي يو (الإنجليزية)
- أليكس لاسي على موقع Soccerbase.com (لاعب) (الإنجليزية)
- أليكس لاسي على موقع Soccerway.com (الإنجليزية)